# آلچیده د گاسپری
آلچیده د گاسپری (انگلیسی: Alcide De Gasperi؛ زاده ۳ آوریل ۱۸۸۱ – درگذشته ۱۹ اوت ۱۹۵۴) یک سیاست‌مدار اهل ایتالیا بود. وی بنیانگذار حزب دموکرات مسیحی بود و به عنوان نخست‌وزیر ایتالیا به مدت هشت سال از تاریخ ۱۹۴۵ تا ۱۹۵۳ خدمت کرد .
وی آخرین نخست وزیر در پادشاهی ایتالیا بود و در زمان ویتتوریو امانوئله سوم و اومبرتو دوم خدمت کرد . همچنین اولین نخست‌وزیر جمهوری ایتالیا بود و مدتی نیز به عنوان رئیس دولت ایتالیا پس از اینکه مردم به پایان سلطنت و تأسیس جمهوری رای دادند .

## نگارخانه

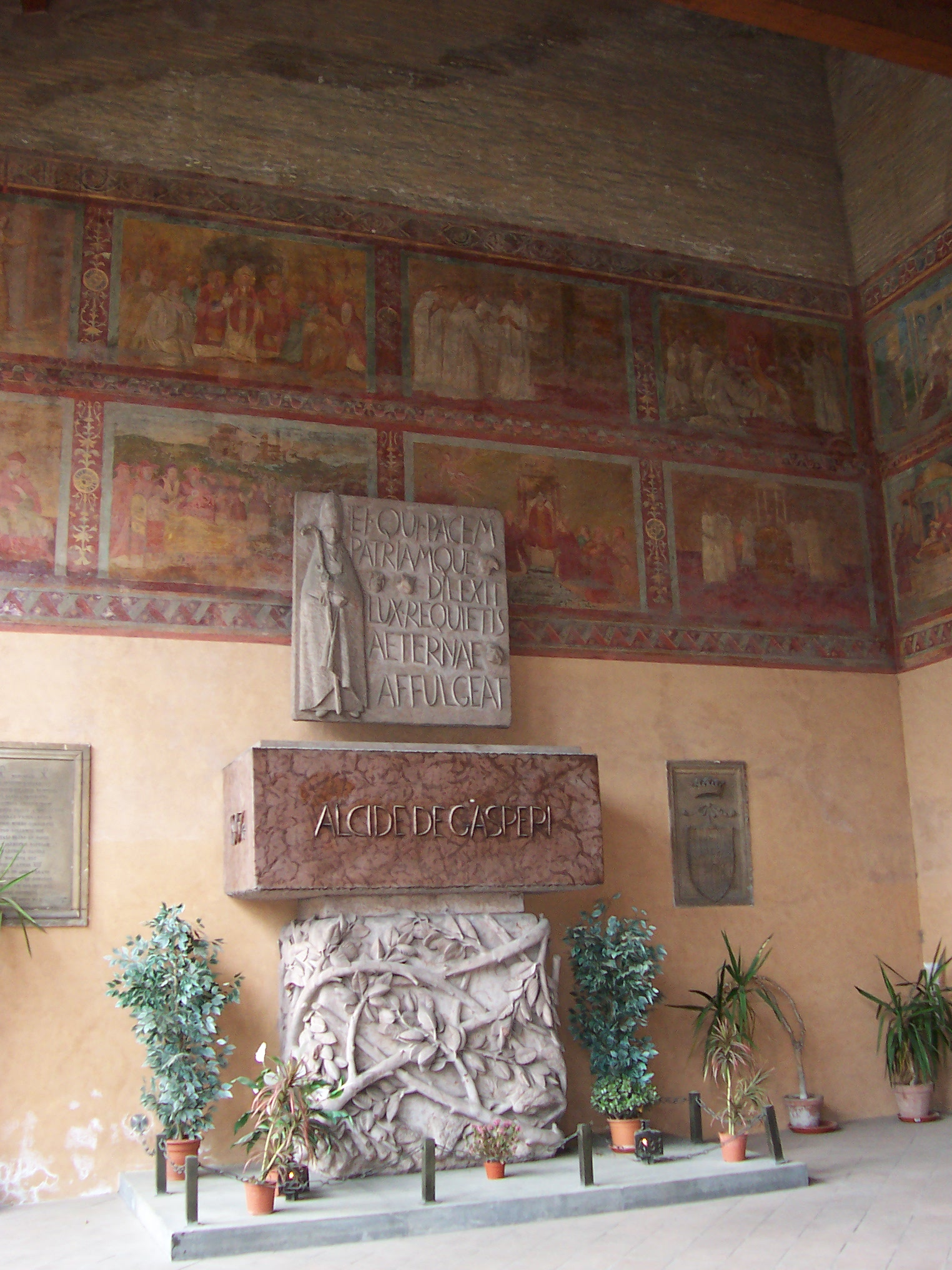